# Международный союз теоретической и прикладной химии
Междунаро́дный сою́з теорети́ческой и прикладно́й хи́мии (рус. аббр. ИЮПАК, англ. International Union of Pure and Applied Chemistry, IUPAC) — международная неправительственная организация. Членами ИЮПАК являются научные организации 57 стран (академии наук, химические общества и научные советы), учёные-химики. Она является членом Международного совета по науке (МСНС). ИЮПАК зарегистрирован в Цюрихе, Швейцария, а административный офис, известный как «Секретариат ИЮПАК», находится в парке исследовательского треугольника, штат Северная Каролина, США. Этот административный офис возглавляет исполнительный директор IUPAC, в настоящее время[когда?], Линн Соби.
Межведомственный комитет ИЮПАК по номенклатуре и символам (Номенклатура ИЮПАК) является признанным мировым авторитетом в разработке стандартов для обозначения химических элементов и соединений. С момента своего создания ИЮПАК управлялся многими различными комитетами с разными обязанностями. Эти комитеты управляют различными проектами, которые включают стандартизацию номенклатуры, поиск путей донести химию до мира, и публикации работ.
ИЮПАК наиболее известен своими работами по стандартизации номенклатуры в химии и других областях науки, но у ИЮПАК есть публикации во многих областях, включая химию, биологию и физику. Некоторая важная работа, проделанная ИЮПАК в этих областях, включает стандартизацию кодовых названий последовательностей нуклеотидных оснований, издание книг для учёных-экологов, химиков и физиков; и улучшение образования в науке. ИЮПАК также известен стандартизацией атомного веса элементов через один из старейших постоянных комитетов — Комиссию по изотопному и атомному весу (CIAAW).

## История
Предшественником ИЮПАК была Международная ассоциация химических обществ, созданная в 1911 году (см. также I Съезд химиков в Карлсруэ). ИЮПАК создан в 1919 году. Устав ИЮПАК, как и его предшественника, был написан на французском языке, а штаб-квартира изначально располагалась в Париже. Вероятно, во второй половине XX века штаб-квартира была перемещена в Цюрих. Академия наук СССР стала Национальной организацией-участницей ИЮПАК в 1930 году. Это была первая международная организация, членом которой стала Академия наук СССР.
К 1973 году членами ИЮПАК были научные организации 45 стран. ИЮПАК выпускает журнал «Теоретическая и прикладная химия» («Pure and Applied Chemistry»).
ИЮПАК и ЮНЕСКО — ведущие организации, координировавшие события в течение 2011 года — Международного года химии.
На нём были отмечены достижения в химии и её вклад в развитие человечества.
Русские президенты ИЮПАК[значимость факта?]:
- академик В. Н. Кондратьев (1968—1969 гг.)
- академик В. А. Коптюг (1988—1989 гг.)
- академик К. И. Замараев (1994—1995 гг.)
- член-корр. РАН Н. П. Тарасова (2016—2017 гг.)[17]

## Структура организации
ИЮПАК управляется несколькими комитетами, которые имеют разные обязанности. Комитеты работают следующим образом. Бюро, Комитет (КЕМРОН; Chemical Research Applied to World Needs, CHEMRAWN) (Химические исследования применительно к мировым потребностям), Комитет по химическому образованию, Комитет по химии и промышленности, Комитет по печатным и электронным публикациям, Комитет по оценке, Исполнительный комитет, Финансовый комитет, Межведомственный комитет по терминологии, номенклатуре и символике, Комитет по проектам и Редакционный консультативный совет по чистой и прикладной химии.

## Номенклатура
Комитет ИЮПАК имеет долгую историю официально именования органических и неорганических соединений. Номенклатура ИЮПАК разработана таким образом, что любое соединение может быть названо по одному набору стандартизированных правил, чтобы избежать дублирования имен. Первой публикацией по номенклатуре органических соединений ИЮПАК была «Руководство по номенклатуре органических соединений ИЮПАК» в 1900 году, в которой содержалась информация Международного конгресса прикладной химии.

### Органическая номенклатура
Органическая номенклатура ИЮПАК состоит из трех основных частей: англ. substituents заместители, англ. carbon chain length «длина углеродной цепи» и англ. chemical ending «химическое окончание». Заместителями являются любые функциональные группы, присоединенные к основной углеродной цепи. Основная углеродная цепь — самая длинная из возможных непрерывных цепей. Химическое окончание обозначает тип молекулы. Например, окончание -ан обозначает одинарную углеродную цепь, как в гексане(C6H14).
Другим примером органической номенклатуры ИЮПАК является циклогексанол:

Циклогексанол C_{6}H_{11}OH

- Название заместителя для циклического соединения является cyclo.
- Указание (название заместителя) для шести углеродной цепи hex.
- Химическое окончание для одной связанной углеродной цепи ane.
- Химическое окончание для спиртов ol.
- Два химических окончания объединяются для получения конца anol, указывающего на одну углеродную цепь с одной связью со присоединенным к ней спиртом[19][20][21].

### Неорганическая номенклатура
Основная неорганическая номенклатура ИЮПАК состоит из двух основных частей: катиона и аниона. Катион — это название положительно заряженного иона, а анион — это название отрицательно заряженного иона.
Примером номенклатуры неорганической химии ИЮПАК является хлорат калия (KClO3):

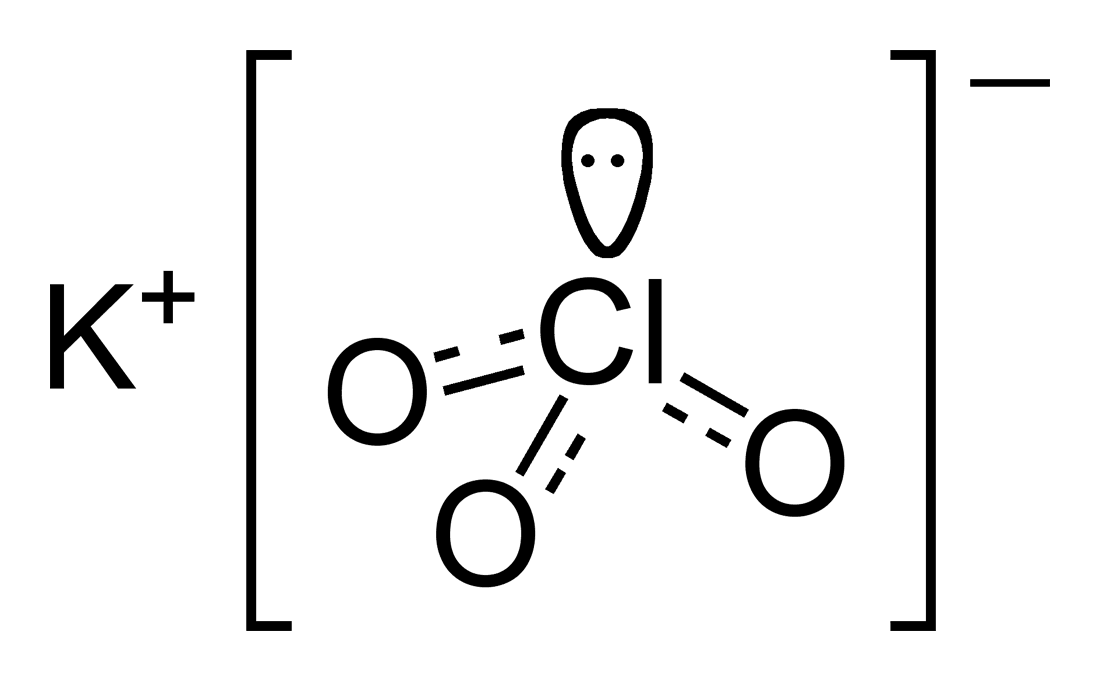
Хлорат калия

- «Калий» — название катиона.
- «Хлорат» — название аниона[19].

## Международный год химии

Логотип Международного года химии

ИЮПАК и ЮНЕСКО были ведущими организациями, координирующими мероприятия для международного года химии, который состоялся в 2011 году. Международный год химии был первоначально предложен ИЮПАК на общем собрании в Турине, Италия. Это предложение было принято ЮНЕСКО на совещании в 2008 году. Основными целями Международного года химии были повышение общественного понимания химии и повышение интереса к миру химии. Это мероприятие также проводится, чтобы побудить молодых людей принять участие и внести свой вклад в химию. Ещё одной причиной проведения этого мероприятия является признание того, как химия внесла свой вклад в улучшение жизни каждого человека.

## Генеральные ассамблеи и конгрессы ИЮПАК
ИЮПАК проводит Генеральные ассамблеи и конгрессы. Списки их приведены ниже. Как видно из таблиц, с 1997 года Генеральная ассамблея и соответствующий конгресс проходят в том же городе.

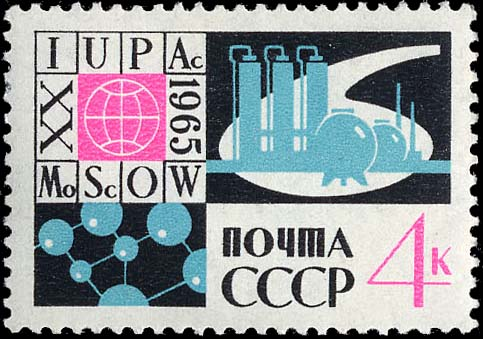
Почтовая марка СССР, посвящённая 20 конгрессу ИЮПАК, проводившемуся в 1965 году в Москве

| Номер | Год  | Место проведения    |
| ----- | ---- | ------------------- |
| 1     | 1920 | Рим                 |
| 2     | 1921 | Брюссель            |
| 3     | 1922 | Лион                |
| 4     | 1923 | Кембридж            |
| 5     | 1924 | Копенгаген          |
| 6     | 1925 | Бухарест            |
| 7     | 1926 | Вашингтон           |
| 8     | 1927 | Варшава             |
| 9     | 1928 | Гаага               |
| 10    | 1930 | Льеж                |
| 11    | 1934 | Мадрид              |
| 12    | 1936 | Люцерн, Цюрих       |
| 13    | 1938 | Рим                 |
| 14    | 1947 | Лондон              |
| 15    | 1949 | Амстердам           |
| 16    | 1951 | Нью-Йорк, Вашингтон |
| 17    | 1953 | Стокгольм           |
| 18    | 1955 | Цюрих               |
| 19    | 1957 | Париж               |
| 20    | 1959 | Мюнхен              |
| 21    | 1961 | Монреаль            |
| 22    | 1963 | Лондон              |
| 23    | 1965 | Париж               |
| 24    | 1967 | Прага               |
| 25    | 1969 | Кортина д'Ампеццо   |
| 26    | 1971 | Вашингтон           |
| 27    | 1973 | Мюнхен              |
| 28    | 1975 | Мадрид              |
| 29    | 1977 | Варшава             |
| 30    | 1979 | Давос               |
| 31    | 1981 | Лёвен               |
| 32    | 1983 | Люнгбю              |
| 33    | 1985 | Лион                |
| 34    | 1987 | Бостон              |
| 35    | 1989 | Лунд                |
| 36    | 1991 | Гамбург             |
| 37    | 1993 | Лиссабон            |
| 38    | 1995 | Гилфорд             |
| 39    | 1997 | Женева              |
| 40    | 1999 | Берлин              |
| 41    | 2001 | Брисбен             |
| 42    | 2003 | Оттава              |
| 43    | 2005 | Пекин               |
| 44    | 2007 | Турин               |
| 45    | 2009 | Глазго              |
| 46    | 2011 | Сан-Хуан            |
| 47    | 2013 | Стамбул             |
| 48    | 2015 | Пусан               |
| 49    | 2017 | Сан-Паулу           |
| 50    | 2019 | Париж               |

| Номер | Год  | Место проведения |
| ----- | ---- | ---------------- |
| 1     | 1894 | Брюссель         |
| 2     | 1896 | Париж            |
| 3     | 1898 | Вена             |
| 4     | 1900 | Париж            |
| 5     | 1903 | Берлин           |
| 6     | 1906 | Рим              |
| 7     | 1909 | Лондон           |
| 8     | 1912 | Вашингтон        |
| 9     | 1934 | Мадрид           |
| 10    | 1938 | Рим              |
| 11    | 1947 | Лондон           |
| 12    | 1951 | Нью-Йорк         |
| 13    | 1953 | Уппсала          |
| 14    | 1955 | Цюрих            |
| 15    | 1956 | Лиссабон         |
| 16    | 1957 | Париж            |
| 17    | 1959 | Мюнхен           |
| 18    | 1961 | Монреаль         |
| 19    | 1963 | Лондон           |
| 20    | 1965 | Москва           |
| 21    | 1967 | Прага            |
| 22    | 1969 | Сидней           |
| 23    | 1971 | Бостон           |
| 24    | 1973 | Гамбург          |
| 25    | 1975 | Иерусалим        |
| 26    | 1977 | Токио            |
| 27    | 1979 | Хельсинки        |
| 28    | 1981 | Ванкувер         |
| 29    | 1983 | Кёльн            |
| 30    | 1985 | Манчестер        |
| 31    | 1987 | София            |
| 32    | 1989 | Стокгольм        |
| 33    | 1991 | Будапешт         |
| 34    | 1993 | Пекин            |
| 35    | 1995 | Стамбул          |
| 36    | 1997 | Женева           |
| 37    | 1999 | Берлин           |
| 38    | 2001 | Брисбен          |
| 39    | 2003 | Оттава           |
| 40    | 2005 | Пекин            |
| 41    | 2007 | Турин            |
| 42    | 2009 | Глазго           |
| 43    | 2011 | Сан-Хуан         |
| 44    | 2013 | Стамбул          |
| 45    | 2015 | Пусан            |
| 46    | 2017 | Сан-Паулу        |
| 47    | 2019 | Париж            |